# Ruta Estatal de Arizona 82
La Ruta Estatal de Arizona 82, y abreviada SR 82 (en inglés: Arizona State Route 82) es una carretera estatal estadounidense ubicada en el estado de Arizona. La carretera inicia en el Oeste desde la I 19     en Nogales hacia el Este en la SR 80     en Tombstone. La carretera tiene una longitud de 105,8 km (65.74 mi).

## Mantenimiento
Al igual que las autopistas interestatales, y las rutas federales y el resto de carreteras estatales, la Ruta Estatal de Arizona 82 es administrada y mantenida por el Departamento de Transporte de Arizona por sus siglas en inglés ADOT.